# SN 2003dc
SN 2003dc – supernowa typu Ia odkryta 26 marca 2003 roku w galaktyce A135421+0546. W momencie odkrycia miała maksymalną jasność 19,30m.